# Up and Coming Tour
Up and Coming Tour fue una gira del músico británico Paul McCartney que comenzó el 28 de marzo de 2010, en el Jobing.com Arena en Glendale, Arizona , incluyendo dos conciertos en el Hollywood Bowl de Los Ángeles, California, con posteriores conciertos en Miami y San Juan de Puerto Rico, marcando este último la primera actuación de McCartney en el país caribeño. Fechas adicionales van siendo anunciadas.
McCartney también ha anunciado conciertos para Europa, incluyendo su primera aparición en el Festival de la Isla de Wight, su primera actuación en Escocia después de 20 años en Hampden Park, Glasgow (siendo la última en Glasgow SECC Arena el 23 de junio de 1990) y su primer concierto en Cardiff, Gales en más de tres décadas, en el Millennium Stadium. El 5 de abril, McCartney confirmó su primer concierto en México desde 2002. El 17 de mayo, McCartney anunció su regreso a Estados Unidos para julio, visitando las ciudades de Salt Lake City y San Francisco. El concierto en Salt Lake City corresponde al primero de McCartney en Utah, y el concierto en San Francisco marca su primera presentación en la ciudad desde que The Beatles tocasen en Candlestick Park en 1966. El 28 de mayo, McCartney anunció su primer concierto en la ciudad de Nashville, Estados Unidos, para el 26 de julio. El 3 de junio, McCartney anunció que abrirá el Consol Energy Center en Pittsburgh con un concierto a realizarse el 18 de agosto. También se anunciaron conciertos en otras ciudades, incluyendo Denver, Kansas City, Toronto y Montreal, como parte del regreso de la gira a América del Norte. El 7 de junio, McCartney anunció su primer concierto en Charlotte, Carolina del Norte. Será el primer concierto de McCartney en Carolina del Norte desde su colosal gira The New World Tour en 1993.
También la gira marcó el regreso a Sudamérica, en la cual el astro inglés tocó en Buenos Aires el 10 y 11 de noviembre de 2010, después de 17 años (la última vez que estuvo allí fue durante su gira The New World Tour cuando se presentó 3 veces en el estadio River Plate).
El 6 de abril de 2011 el mismo McCartney confirmó (a través de su sitio web y un vídeo), que se presentará por primera vez en Perú el 9 de mayo de 2011 en el Estadio Monumental de Lima, y por segunda vez en Chile desde 1993, el 11 de mayo de 2011 en el Estadio Nacional de Santiago. Además confirmó nuevas presentaciones en Río de Janeiro, Brasil, para el 22 y 23 de mayo, y su regreso a Estados Unidos el 10 de junio de 2011, en un concierto a realizarse en Las Vegas.

## Los ensayos en O2
Tres meses después de haber presentado su gira Good Evening Europe Tour y cerrarla con un gran concierto navideño en el O2 Arena de Londres, Paul McCartney volvió. Esta vez, sin embargo, usó el recinto como su sala de ensayo. Junto con su banda, Paul comenzó a trabajar para dar los toques finales a su nuevo espectáculo en vivo, la gira Up and Coming Tour.
El último concierto de Paul del año 2009 en el O2 Arena fue su primera aparición pública en dicho lugar. Sin embargo en 2004, antes de comenzar su gira de aquel período, Paul utilizó el Millennium Dome (como era conocido el O2 Arena en aquel entonces) para ensayar su gira de estadios masivos de 2004. La gira finalizó con una presentación estelar en el Festival de Glastonbury, la cual se constituyó como el más grandioso momento del festival.
En referencia a su presentación en Londres, Paul comentó: "Mi último concierto del año 2009 fue en el O2 Arena de Londres y fue una noche estupenda, hubo una atmósfera de fiesta estupenda. Espero que este verano podamos tener una fiesta aún mayor en Hyde Park. Tuve gusto a poco al presentarme en el parque cuando fui invitado brevemente con Neil Young el verano pasado y eso estuvo bien. Así que estoy mirando hacia adelante para llegar ahí con la banda y presentar nuestro propio espectáculo".
La gira requiere 31 camiones para transportar todo el equipamiento y más de 150 empleados a jornada completa para hacer que todo funcione. El peso total del equipamiento completo de la gira es de aproximadamente 125.000 libras (56,7 toneladas). Los conciertos realizados bajo techo utilizan 90 parlantes y los conciertos al aire libre ocupan 130. En cada concierto hay 14 oficinas y camarines. La gira consume aproximadamente 480 comidas vegetarianas al día para mantener al equipo de trabajo en sus labores.

## Videoconferencia (WebChat)
El 20 de mayo de 2010, Paul McCartney realizó su primera videoconferencia (webchat) con sus fanes. Paul se dirigió a ellos desde su estudio en Sussex. Durante la conversación anunció a los ganadores de un concurso organizado por su sitio web y que la gira probablemente visitaría Brasil, Perú, Chile y Argentina. También expresó su confianza en los músicos que están acompañándolo en la gira "Up and Coming Tour", comentando que "tenemos una banda muy buena para hacer música".

## Galardón Gershwin

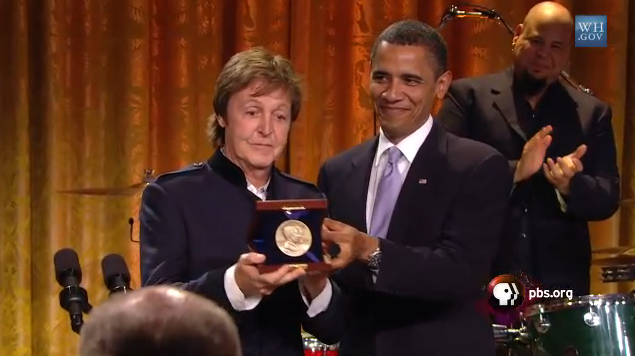
McCartney con el presidente Obama.

El 2 de junio, Paul McCartney se presentó en Washington D. C. y recibió de parte de la Biblioteca del Congreso la distinción Gershwin Prize for Popular Song, de manos del presidente de Estados Unidos Barack Obama. McCartney, (después de Paul Simon y Stevie Wonder), es el tercer ganador de dicho galardón, el premio más prestigioso de América para la música popular.
Después de recibir el galardón, McCartney presentó un concierto -junto a otras estrellas- en la Casa Blanca, tocando canciones tales como Eleanor Rigby, Let It Be y un homenaje a la primera dama de Estados Unidos, Michelle Obama. Stevie Wonder se le unió en escena para interpretar a dúo Ebony and Ivory, antes que McCartney finalizase el concierto con Hey Jude.
Entre los participantes estuvieron Faith Hill, Emmylou Harris, Jack White, Dave Grohl, Lang Lang, Jonas Brothers, Herbie Hancock, Corinne Bailey Rae y Elvis Costello.

## Recepción
Norteamérica
La recepción de Up and Coming Tour en los Estados Unidos fue en general positiva.
En Phoenix: The Arizona Republic dijo : ". Con el perdón de Ringo Starr, El legado de los Beatles no podía haber esperado estar en mejores manos a estas alturas de Paul McCartney". En Los Ángeles, dijo McCartney, "La primera vez que vine aquí éramos niños pequeños", dijo a la multitud del Hollywood Bowl , recordando su etapa con los beatles". [7] [8]
Sudamérica

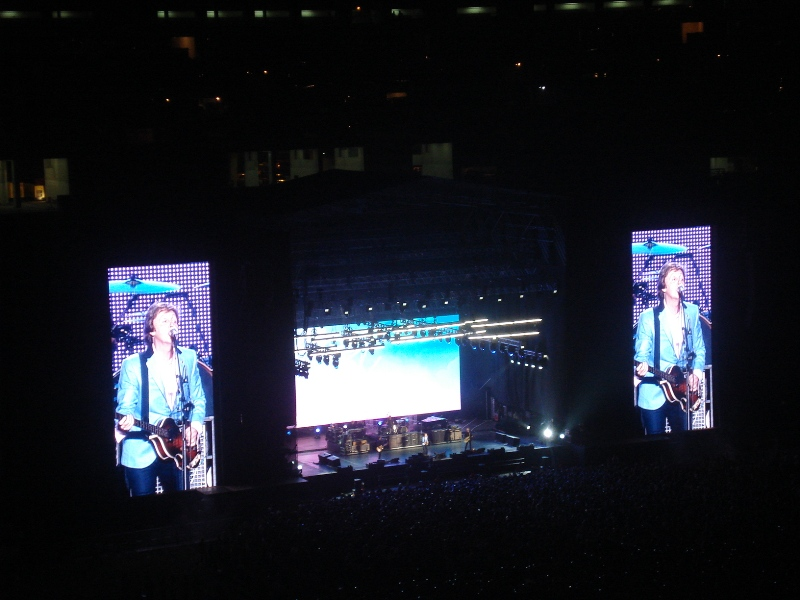
McCartney en Lima, Perú en 2011

En Buenos Aires, la preventa en línea se inició el 10 de octubre por CrowdSurge, dos días después por Ticketek (solo para clientes de BBVA Banco Francés). La preventa comenzó a las 10 horas, pero 4 minutos más tarde el sistema se bloqueó. Las 25.000 entradas habilitadas para la preventa de Ticketek agotaron en cuestión de horas, junto con la venta al público en general.  El 14 de octubre de Ticketek anunció un nuevo concierto para el jueves 11 de noviembre de este espectáculo fue agregado debido a la abrumadora demanda, la preventa ( de nuevo, solo para los clientes de BBVA Banco Francés) comenzó el día 15 y las entradas regulares el 19. Ambos conciertos se agotaron en pocas horas.
Rede Globo, la cadena de televisión de Brasil, emisión 1 hora de los "mejores momentos" del primer concierto de Sir Paul en Sao Paulo el 21 de noviembre. Ambas entradas Sao Paulo se agotaron en menos de 10 horas, con más de 128.000 vendidos.
La gira llevó a Paul por primera vez a Perú, dando un concierto en el Estadio Monumental en mayo de 2011.

## La banda
| Rusty Anderson (guitarra eléctrica, guitarra acústica, coros)                          | Paul McCartney (vocalista, bajo, guitarra eléctrica, guitarra acústica, piano, ukelele, mandolina) | Paul McCartney (vocalista, bajo, guitarra eléctrica, guitarra acústica, piano, ukelele, mandolina) | Paul McCartney (vocalista, bajo, guitarra eléctrica, guitarra acústica, piano, ukelele, mandolina) | Brian Ray (guitarra eléctrica, guitarra acústica, bajo, coros) |
| Paul "Wix" Wickens (teclados, guitarra acústica, percusión, armónica, acordeón, coros) | Paul McCartney (vocalista, bajo, guitarra eléctrica, guitarra acústica, piano, ukelele, mandolina) | Paul McCartney (vocalista, bajo, guitarra eléctrica, guitarra acústica, piano, ukelele, mandolina) | Paul McCartney (vocalista, bajo, guitarra eléctrica, guitarra acústica, piano, ukelele, mandolina) | Abe Laboriel, Jr. (batería, percusión, bajo, coros)            |

## Lista de canciones
1. "Venus and Mars/Rock Show", "Magical Mystery Tour" o "Hello Goodbye"
2. "Jet"
3. "All My Loving"
4. "Drive My Car" o "Got To Get You Into My Life"
5. "Highway" o "One After 909"
6. "Coming Up"
7. "Let Me Roll It"
8. "The Long and Winding Road"
9. "Nineteen Hundred and Eighty-Five"
10. "Let 'Em In"
11. "I'm Looking Through You"
12. "My Love"
13. "(I Want To) Come Home"
14. "I've Just Seen a Face" o "Every Night"
15. "And I Love Her"
16. "Two of Us"
17. "Blackbird"
18. "Here Today"
19. "Dance Tonight"
20. "Mrs Vandebilt"
21. "Eleanor Rigby"
22. "Something"
23. "Letting Go"
24. "Sing the Changes"
25. "Band on the Run"
26. "Ob-La-Di, Ob-La-Da"
27. "Back in the U.S.S.R."
28. "I've Got a Feeling"
29. "Paperback Writer"
30. "A Day in the Life"/"Give Peace a Chance"
31. "Let It Be"
32. "Live and Let Die"
33. "Hey Jude"

Encore
1. "Day Tripper"
2. "Lady Madonna" o "I Saw Her Standing There"
3. "Get Back"

Encore 2
1. "Yesterday"
2. "Helter Skelter"
3. "Sgt. Pepper's Lonely Hearts Club Band"/"The End"

## Fechas
| Fecha                   | Ciudad           | País           | Recinto                   |
| ----------------------- | ---------------- | -------------- | ------------------------- |
| Norteamérica            |                  |                |                           |
| 28 de marzo de 2010     | Phoenix          | Estados Unidos | Jobing.com Arena          |
| 30 de marzo de 2010     | Los Ángeles      | Estados Unidos | Hollywood Bowl            |
| 31 de marzo de 2010     | Los Ángeles      | Estados Unidos | Hollywood Bowl            |
| 3 de abril de 2010      | Miami            | Estados Unidos | Sun Life Stadium          |
| Caribe                  |                  |                |                           |
| 5 de abril de 2010      | San Juan         | Puerto Rico    | Coliseo de Puerto Rico    |
| Norteamérica            |                  |                |                           |
| 27 de mayo de 2010      | Ciudad de México | México         | Foro Sol                  |
| 28 de mayo de 2010      | Ciudad de México | México         | Foro Sol                  |
| Europa                  |                  |                |                           |
| 12 de junio de 2010     | Dublín           | Irlanda        | RDS Arena                 |
| 13 de junio de 2010     | Isla de Wight    | Reino Unido    | Festival de Isla de Wight |
| 20 de junio de 2010     | Glasgow          | Reino Unido    | Hampden Park              |
| 26 de junio de 2010     | Cardiff          | Reino Unido    | Millennium Stadium        |
| 27 de junio de 2010     | Londres          | Reino Unido    | Hard Rock Calling         |
| Norteamérica            |                  |                |                           |
| 10 de julio de 2010     | San Francisco    | Estados Unidos | AT&T Park                 |
| 13 de julio de 2010     | Salt Lake City   | Estados Unidos | Rio Tinto Stadium         |
| 15 de julio de 2010     | Denver           | Estados Unidos | Pepsi Center              |
| 24 de julio de 2010     | Kansas City      | Estados Unidos | Sprint Center             |
| 26 de julio de 2010     | Nashville        | Estados Unidos | Bridgestone Arena         |
| 28 de julio de 2010     | Charlotte        | Estados Unidos | Time Warner Cable Arena   |
| 8 de agosto de 2010     | Toronto          | Canadá         | Air Canada Centre         |
| 9 de agosto de 2010     | Toronto          | Canadá         | Air Canada Centre         |
| 12 de agosto de 2010    | Montreal         | Canadá         | Bell Centre               |
| 14 de agosto de 2010    | Philadelphia     | Estados Unidos | Wachovia Center           |
| 15 de agosto de 2010    | Philadelphia     | Estados Unidos | Wachovia Center           |
| 18 de agosto de 2010    | Pittsburgh       | Estados Unidos | Consol Energy Center      |
| 19 de agosto de 2010    | Pittsburgh       | Estados Unidos | Consol Energy Center      |
| Sudamérica              |                  |                |                           |
| 7 de noviembre de 2010  | Porto Alegre     | Brasil         | Estadio Beira-Rio         |
| 10 de noviembre de 2010 | Buenos Aires     | Argentina      | Estadio River Plate       |
| 11 de noviembre de 2010 | Buenos Aires     | Argentina      | Estadio River Plate       |
| 21 de noviembre de 2010 | São Paulo        | Brasil         | Estádio do Morumbi        |
| 22 de noviembre de 2010 | São Paulo        | Brasil         | Estádio do Morumbi        |
| 9 de mayo de 2011       | Lima             | Perú           | Estadio Monumental        |
| 11 de mayo de 2011      | Santiago         | Chile          | Estadio Nacional          |
| 22 de mayo de 2011      | Río de Janeiro   | Brasil         | Estadio João Havelange    |
| 23 de mayo de 2011      | Río de Janeiro   | Brasil         | Estadio João Havelange    |
| Norteamérica            |                  |                |                           |
| 10 de junio de 2011     | Las Vegas        | Estados Unidos | MGM Grand Hotel           |